# Port lotniczy Macenta
Port lotniczy Macenta (IATA: MCA, ICAO: GUMA) – port lotniczy położony w Macenta. Jest jednym z największych portów lotniczych w Gwinei.